# Olympische Sommerspiele 1996/Leichtathletik – 200 m (Frauen)

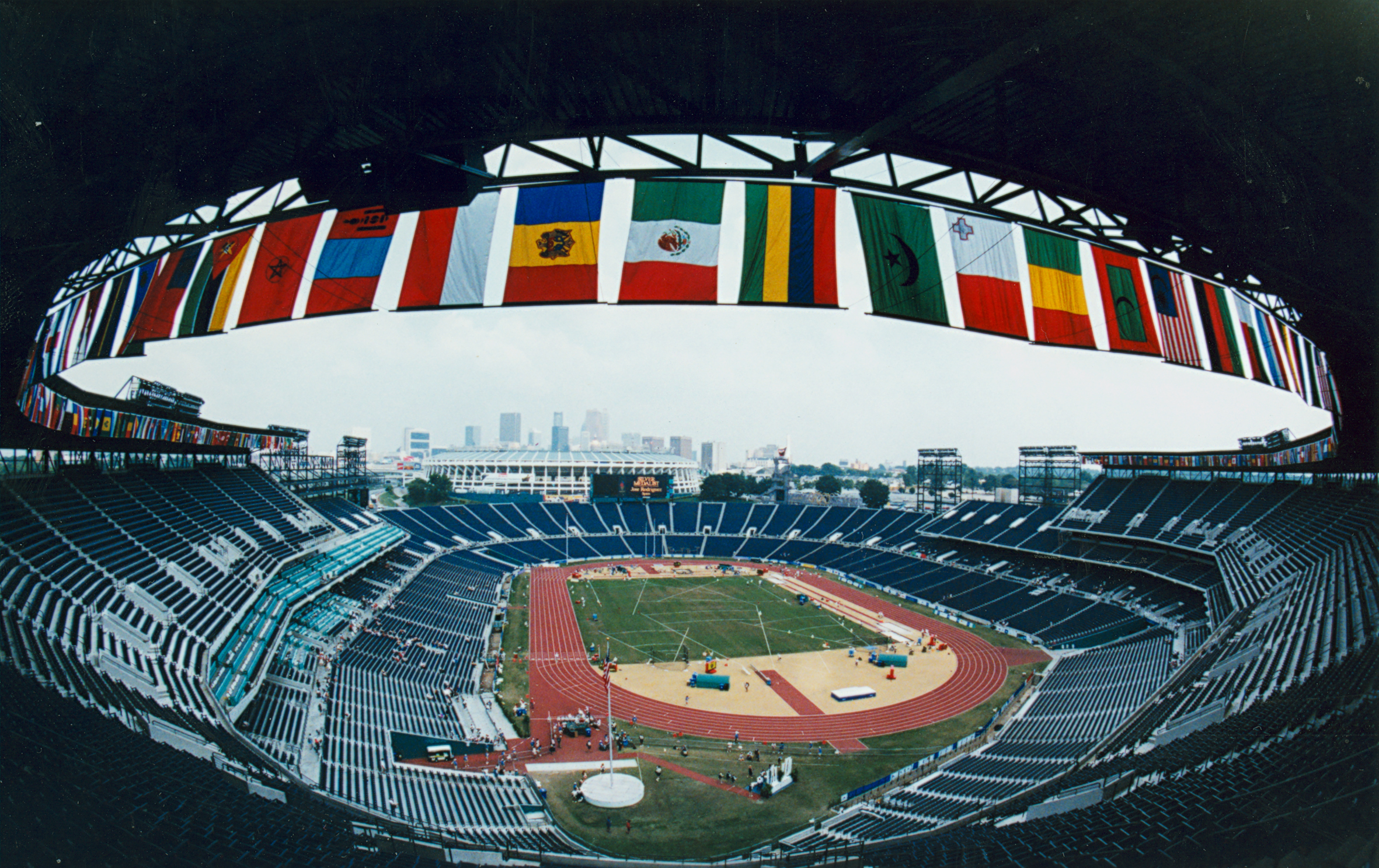
Das Centennial Olympic Stadium von Atlanta im Jahr 1996

Der 200-Meter-Lauf der Frauen bei den Olympischen Spielen 1996 in Atlanta wurde am 31. Juli und 1. August 1996 im Centennial Olympic Stadium ausgetragen. 47 Athletinnen nahmen teil.
Olympiasiegerin wurde die Französin Marie-José Pérec. Sie gewann vor der Jamaikanerin Merlene Ottey und der Nigerianerin Mary Onyali.
Für Deutschland startete Melanie Paschke, die im Halbfinale ausschied.

Die Schweizerin Mireille Donders scheiterte in der Vorrunde.

Athletinnen aus Österreich und Liechtenstein nahmen nicht teil.

## Aktuelle Titelträgerinnen
| Olympiasiegerin 1992                      | Gwen Torrence ( USA)               | 21,81 s | Barcelona 1992       |
| Weltmeisterin 1995                        | Merlene Ottey ( Jamaika)           | 22,12 s | Göteborg 1995        |
| Europameisterin 1994                      | Irina Priwalowa ( Russland)        | 22,32 s | Helsinki 1994        |
| Panamerikanische Meisterin 1995           | Liliana Allen ( Kuba)              | 22,73 s | Mar del Plata 1995   |
| Zentralamerika und Karibik-Meisterin 1995 | Nancy McLeón ( Kuba)               | 22,97 s | Guatemala-Stadt 1995 |
| Südamerika-Meisterin 1995                 | Kátia Regina Santos ( Brasilien)   | 23,34 s | Manaus 1995          |
| Asienmeisterin 1995                       | Susanthika Jayasinghe ( Sri Lanka) | 23,00 s | Jakarta 1995         |
| Afrikameisterin 1996                      | Georgette Nkoma ( Kamerun)         | 23,1 s  | Yaoundé 1996         |
| Ozeanienmeisterin 1994                    | Vaciseva Tavaga ( Fidschi)         | 24,37 s | Auckland 1994        |

## Bestehende Rekorde
| Weltrekord         | 21,34 s | Florence Griffith-Joyner ( USA) | Finale OS Seoul, Südkorea | 29. September 1988 |
| Olympischer Rekord | 21,34 s | Florence Griffith-Joyner ( USA) | Finale OS Seoul, Südkorea | 29. September 1988 |

Der bestehende olympische Rekord wurde bei diesen Spielen nicht erreicht. Die schnellste Zeit erzielte die spätere Olympiasiegerin Marie-José Perec aus Frankreich mit 22,07 s im ersten Halbfinale am 1. August bei einem Rückenwind von 0,4 m/s. Den olympischen Rekord, gleichzeitig Weltrekord, verfehlte sie dabei um 73 Hundertstelsekunden.

## Vorrunde
Datum: 31. Juli 1996
Die Athletinnen traten zu insgesamt sechs Vorläufen an. Für das Viertelfinale qualifizierten sich pro Lauf die ersten vier Sprinterinnen. Darüber hinaus kamen die acht Zeitschnellsten, die sogenannten Lucky Loser, weiter. Die direkt qualifizierten Läuferinnen sind hellblau, die Lucky Loser hellgrün unterlegt.

### Vorlauf 1
12:00 Uhr
Wind: +0,1 m/s
| Platz | Name                     | Nation              | Zeit    |
| ----- | ------------------------ | ------------------- | ------- |
| 1     | Carlette Guidry          | USA                 | 22,37 s |
| 2     | Mary Onyali              | Nigeria             | 22,42 s |
| 3     | Melanie Paschke          | Deutschland         | 22,93 s |
| 4     | Patricia Libia Rodríguez | Kolumbien           | 23,13 s |
| 5     | Yan Jiankui              | Volksrepublik China | 23,21 s |
| 6     | Myra Mayberry            | Puerto Rico         | 23,23 s |
| 7     | Slatka Georgiewa         | Bulgarien           | 24,05 s |
| 8     | Laure Kuetey             | Benin               | 25,57 s |

### Vorlauf 2
12:05 Uhr
Wind: +0,7 m/s
| Platz | Name                     | Nation     | Zeit    |
| ----- | ------------------------ | ---------- | ------- |
| 1     | Dannette Young           | USA        | 22,65 s |
| 2     | Melinda Gainsford-Taylor | Australien | 22,70 s |
| 3     | Lucrécia Jardim          | Portugal   | 22,95 s |
| 4     | Viktoria Fomenko         | Ukraine    | 23,18 s |
| 5     | Sandra Myers             | Spanien    | 23,18 s |
| 6     | Calister Ubah            | Nigeria    | 23,34 s |
| 7     | Theodora Kyriakou        | Zypern     | 23,85 s |
| 8     | Sylla M’Mah Touré        | Guinea     | 26,64 s |

### Vorlauf 3
12:10 Uhr
Wind: −0,2 m/s
Zusammen mit ihrer Mannschaftskameradin, der Kugelstoßerin Elwira Usurowa, war Maja Asaraschwili die erste Leichtathletin aus Georgien, die bei Olympischen Spielen für Georgien antrat.
| Platz | Name              | Nation     | Zeit    |
| ----- | ----------------- | ---------- | ------- |
| 1     | Juliet Cuthbert   | Jamaika    | 23,03 s |
| 2     | Irina Priwalowa   | Russland   | 23,16 s |
| 3     | Cathy Freeman     | Australien | 23,25 s |
| 4     | Sanna Hernesniemi | Finnland   | 23,35 s |
| 5     | Mireille Donders  | Schweiz    | 23,52 s |
| 6     | Maja Asaraschwili | Georgien   | 23,63 s |
| 7     | Felipa Palacios   | Kolumbien  | 24,12 s |
| 8     | Lineo Shoai       | Lesotho    | 26,25 s |

### Vorlauf 4
12:15 Uhr
Wind: +1,0 m/s
| Platz | Name                | Nation                       | Zeit    | Anmerkung |
| ----- | ------------------- | ---------------------------- | ------- | --------- |
| 1     | Merlene Ottey       | Jamaika                      | 22,92 s |           |
| 2     | Katharine Merry     | Großbritannien               | 23,14 s |           |
| 3     | Monika Gatschewska  | Bulgarien                    | 23,30 s |           |
| 4     | Heather Samuel      | Antigua und Barbuda          | 23,34 s |           |
| 5     | Ameerah Bello       | Amerikanische Jungferninseln | 23,45 s |           |
| 6     | Du Xiujie           | Volksrepublik China          | 23,69 s |           |
| 7     | Guilhermina da Cruz | Angola                       | 24,92 s |           |
| DNS   | Marina Trandenkowa  | Russland                     |         | a         |

### Vorlauf 5
Wind: +0,1 m/s
| Platz | Name                   | Nation         | Zeit    |
| ----- | ---------------------- | -------------- | ------- |
| 1     | Galina Maltschugina    | Russland       | 22,63 s |
| 2     | Chandra Sturrup        | Bahamas        | 22,63 s |
| 3     | Beverly McDonald       | Jamaika        | 23,04 s |
| 4     | Schanna Pintussewytsch | Ukraine        | 23,15 s |
| 5     | Simmone Jacobs         | Großbritannien | 23,36 s |
| 6     | Tamara Perry           | Kanada         | 23,46 s |
| 7     | Marina Živković        | BR Jugoslawien | 23,51 s |
| 8     | Kaltouma Nadjina       | Tschad         | 24,47 s |

### Vorlauf 6
12:25 Uhr
Wind: −0,6 m/s
| Platz | Name                  | Nation         | Zeit    |
| ----- | --------------------- | -------------- | ------- |
| 1     | Marie-José Pérec      | Frankreich     | 22,62 s |
| 2     | Inger Miller          | USA            | 22,74 s |
| 3     | Alenka Bikar          | Slowenien      | 22,88 s |
| 4     | Ekaterini Koffa       | Griechenland   | 23,09 s |
| 5     | Natallia Safronnikava | Belarus        | 23,14 s |
| 6     | Savatheda Fynes       | Großbritannien | 23,39 s |
| 7     | Georgette N’Koma      | Kamerun        | 23,68 s |
| 8     | Ljudmila Dimitriadi   | Usbekistan     | 24,88 s |

## Viertelfinale
Datum: 31. Juli 1996
Aus den vier Viertelfinalläufen qualifizierten sich pro Lauf die ersten vier Athletinnen für das Halbfinale (hellblau unterlegt).

### Lauf 1

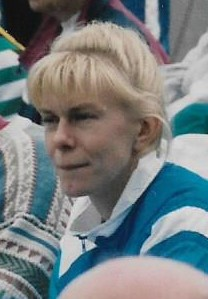
Sanna Hernesniemi – ausgeschieden als Fünfte des ersten Viertelfinals

18:45 Uhr
Wind: +0,5 m/s
| Platz | Name                     | Nation                       | Zeit    |
| ----- | ------------------------ | ---------------------------- | ------- |
| 1     | Carlette Guidry          | USA                          | 22,51 s |
| 2     | Chandra Sturrup          | Bahamas                      | 22,81 s |
| 3     | Melinda Gainsford-Taylor | Australien                   | 22,91 s |
| 4     | Natallia Safronnikava    | Belarus                      | 23,15 s |
| 5     | Sanna Hernesniemi        | Finnland                     | 23,38 s |
| 6     | Monika Gatschewska       | Bulgarien                    | 23,44 s |
| 7     | Ameerah Bello            | Amerikanische Jungferninseln | 23,66 s |
| DNS   | Beverly McDonald         | Jamaika                      |         |

### Lauf 2

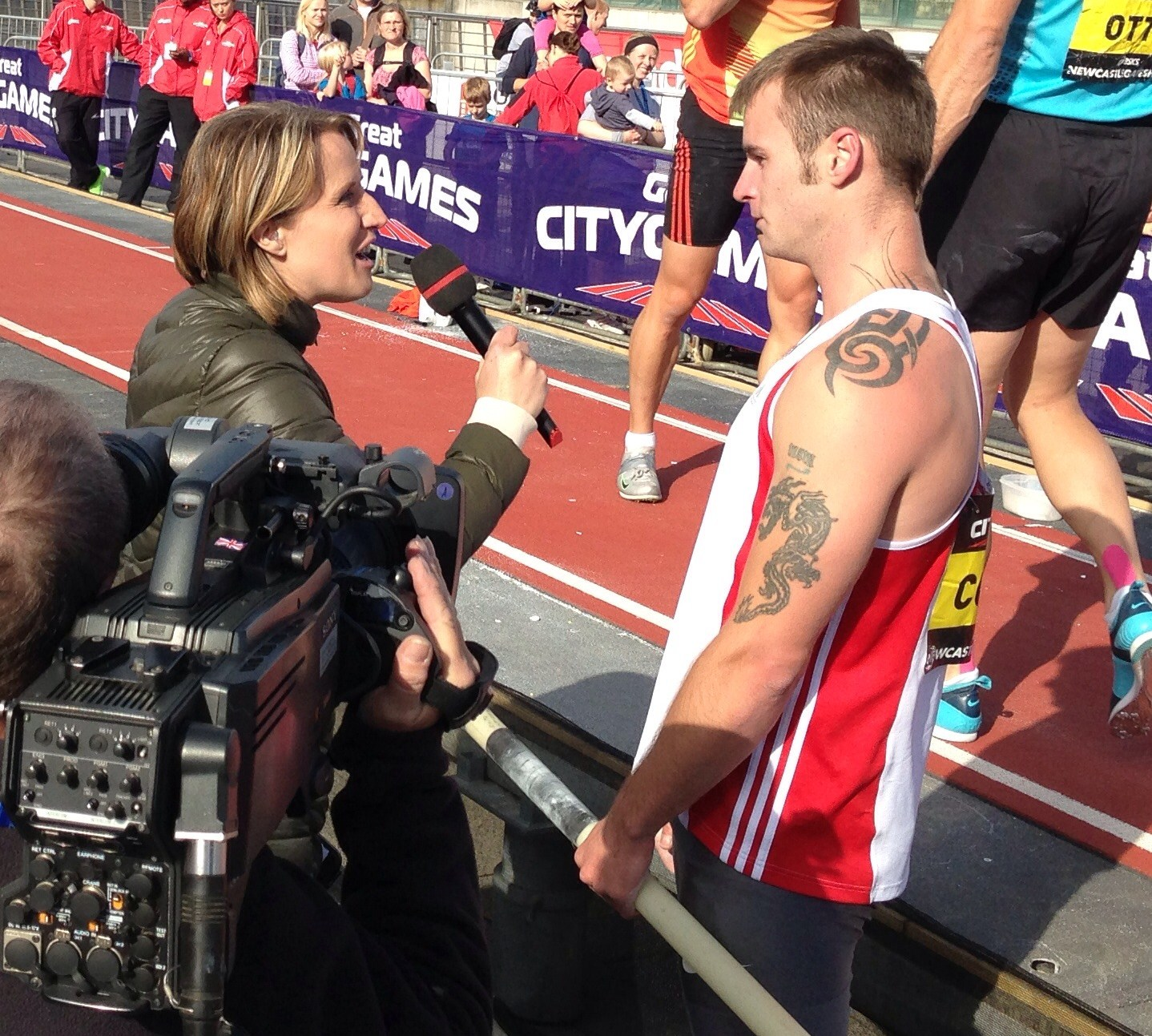
Katharine Merry (hier als Interviewerin im Jahr 2013) erreichte als Fünfte des zweiten Viertelfinals nicht die nächste Runde

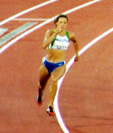
Alenka Bikar – ausgeschieden als Siebte des ersten Halbfinals

18:50 Uhr
Wind: +0,3 m/s
| Platz | Name                | Nation              | Zeit    |
| ----- | ------------------- | ------------------- | ------- |
| 1     | Merlene Ottey       | Jamaika             | 22,61 s |
| 2     | Galina Maltschugina | Russland            | 22,69 s |
| 3     | Melanie Paschke     | Deutschland         | 22,84 s |
| 4     | Ekaterini Koffa     | Griechenland        | 23,04 s |
| 5     | Katharine Merry     | Großbritannien      | 23,17 s |
| 6     | Savatheda Fynes     | Bahamas             | 23,26 s |
| 7     | Yan Jiankui         | Volksrepublik China | 23,30 s |
| 8     | Viktoria Fomenko    | Ukraine             | 23,44 s |

### Lauf 3
18:55 Uhr
Wind: −0,4 m/s
| Platz | Name             | Nation              | Zeit    |
| ----- | ---------------- | ------------------- | ------- |
| 1     | Marie-José Pérec | Frankreich          | 22,24 s |
| 2     | Mary Onyali      | Nigeria             | 22,37 s |
| 3     | Inger Miller     | USA                 | 22,57 s |
| 4     | Cathy Freeman    | Australien          | 22,74 s |
| 5     | Lucrécia Jardim  | Portugal            | 22,88 s |
| 6     | Simmone Jacobs   | Großbritannien      | 22,96 s |
| 7     | Sandra Myers     | Spanien             | 23,20 s |
| 8     | Heather Samuel   | Antigua und Barbuda | 23,54 s |

### Lauf 4

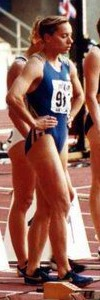
Schanna Pintussewytsch – ausgeschieden als Achte des vierten Viertelfinals

19:00 Uhr
Wind: −0,2 m/s
| Platz | Name                     | Nation      | Zeit    |
| ----- | ------------------------ | ----------- | ------- |
| 1     | Dannette Young           | USA         | 22,53 s |
| 2     | Juliet Cuthbert          | Jamaika     | 22,62 s |
| 3     | Irina Priwalowa          | Russland    | 22,82 s |
| 4     | Alenka Bikar             | Slowenien   | 22,89 s |
| 5     | Myra Mayberry            | Puerto Rico | 22,89 s |
| 6     | Patricia Libia Rodríguez | Kolumbien   | 23,50 s |
| 7     | Calister Ubah            | Nigeria     | 23,62 s |
| 8     | Schanna Pintussewytsch   | Ukraine     | 23,68 s |

## Halbfinale
Datum: 1. August 1996
Aus den beiden Halbfinals qualifizierten sich die jeweils ersten vier Läuferinnen für das Finale (hellblau unterlegt).

### Lauf 1

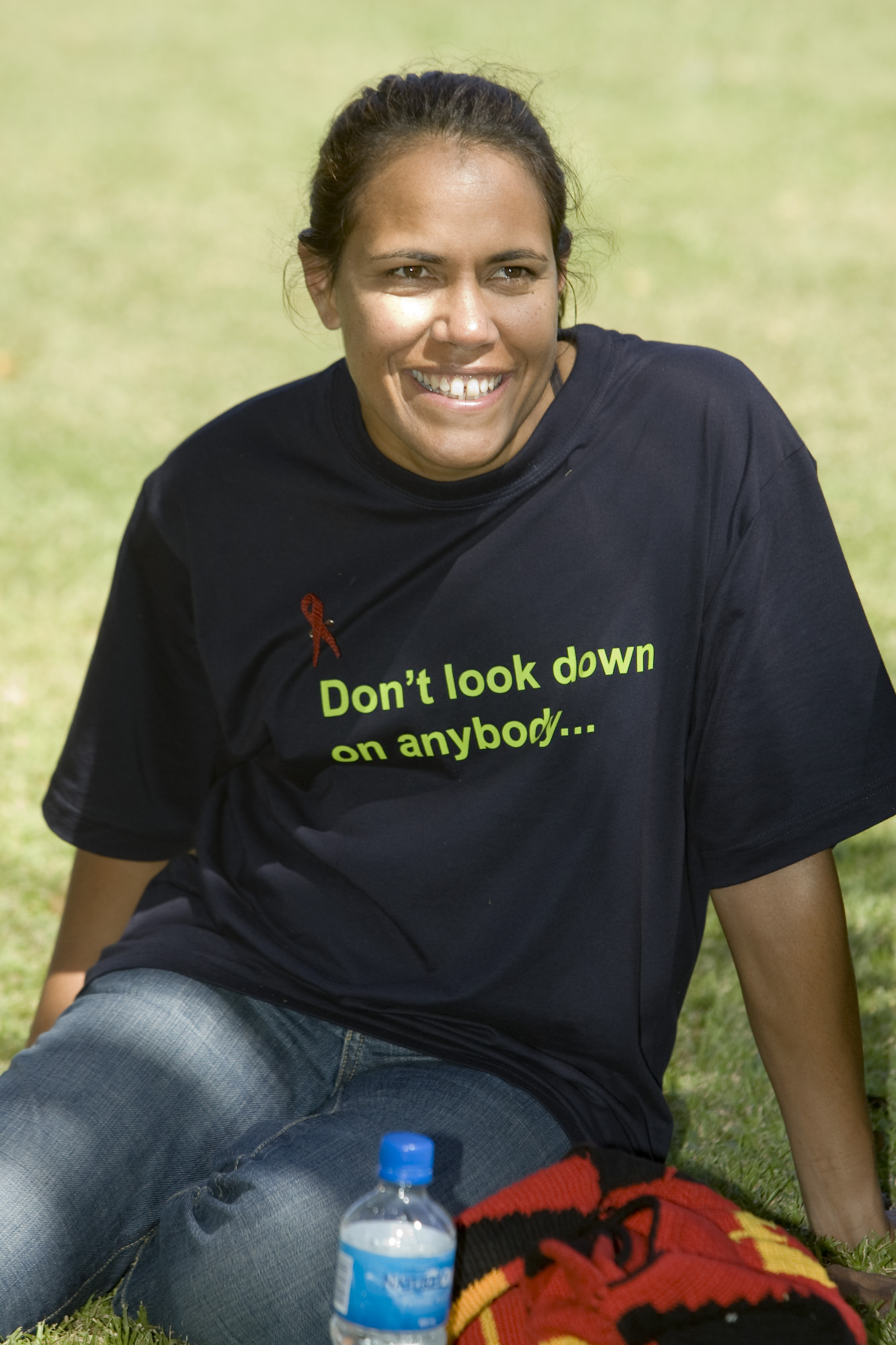
Cathy Freeman – ausgeschieden als Sechste des ersten Halbfinals
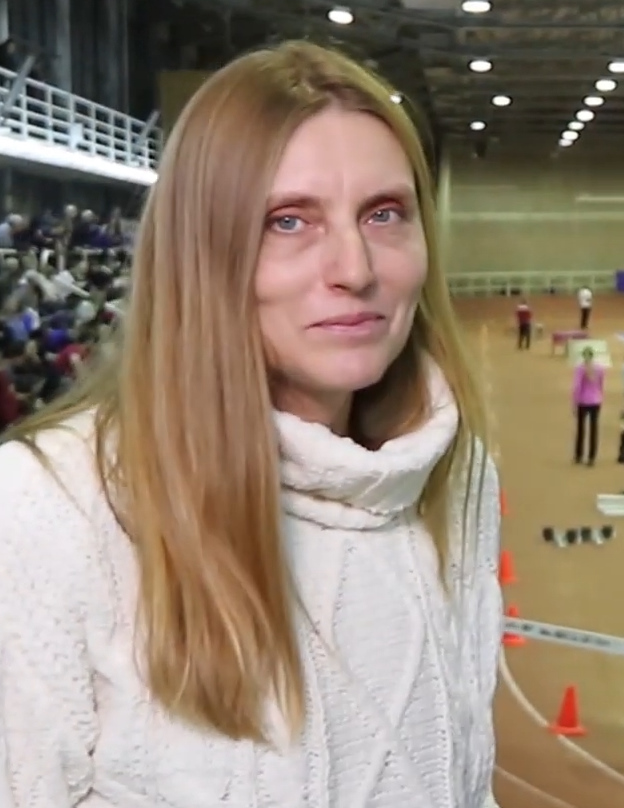
Irina Priwalowa (Foto: 2020) trat zu ihrem Halbfinalrennen nicht an

18:42 Uhr
Wind: +0,4 m/s
| Platz | Name                  | Nation     | Zeit    | Anmerkung  |
| ----- | --------------------- | ---------- | ------- | ---------- |
| 1     | Marie-José Pérec      | Frankreich | 22,07 s |            |
| 2     | Mary Onyali           | Nigeria    | 22,16 s |            |
| 3     | Juliet Cuthbert       | Bahamas    | 22,24 s |            |
| 4     | Inger Miller          | USA        | 22,33 s |            |
| 5     | Dannette Young        | USA        | 22,49 s |            |
| 6     | Cathy Freeman         | Australien | 22,78 s |            |
| 7     | Natallia Safronnikava | Belarus    | 22,98 s |            |
| DNS   | Irina Priwalowa       | Russland   |         | Verletzung |

### Lauf 2
- Alenka Bikar – ausgeschieden als Siebte
des ersten Halbfinals

18:53 Uhr
Wind: +0,1 m/s
| Platz | Name                     | Nation       | Zeit    |
| ----- | ------------------------ | ------------ | ------- |
| 1     | Merlene Ottey            | Jamaika      | 22,08 s |
| 2     | Galina Maltschugina      | Russland     | 22,35 s |
| 3     | Chandra Sturrup          | Bahamas      | 22,54 s |
| 4     | Carlette Guidry          | USA          | 22,56 s |
| 5     | Melinda Gainsford-Taylor | Australien   | 22,76 s |
| 6     | Melanie Paschke          | Deutschland  | 22,81 s |
| 7     | Alenka Bikar             | Slowenien    | 22,82 s |
| 8     | Ekaterini Koffa          | Griechenland | 23,20 s |

## Finale
Datum: 1. August 1996, 20:45 Uhr
Wind: +0,3 m/s
| Platz | Name                | Nation     | Zeit    |
| ----- | ------------------- | ---------- | ------- |
| 1     | Marie-José Pérec    | Frankreich | 22,12 s |
| 2     | Merlene Ottey       | Jamaika    | 22,24 s |
| 3     | Mary Onyali         | Nigeria    | 22,38 s |
| 4     | Inger Miller        | USA        | 22,41 s |
| 5     | Galina Maltschugina | Russland   | 22,45 s |
| 6     | Chandra Sturrup     | Bahamas    | 22,54 s |
| 7     | Juliet Cuthbert     | Jamaika    | 22,60 s |
| 8     | Carlette Guidry     | USA        | 22,61 s |

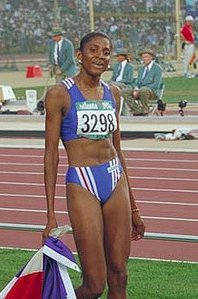
Zweites Gold für Marie-José Pérec nach ihrem Sieg über 400 Meter

Für das Finale hatten sich je zwei US-Amerikanerinnen und Jamaikanerinnen qualifiziert. Sie trafen auf je eine Starterin von den Bahamas, aus Frankreich, Nigeria und Russland.
Als Favoritin galt die jamaikanische Weltmeisterin Merlene Ottey. Die russische Europameisterin und Vizeweltmeisterin Irina Priwalowa konnte auf Grund einer Verletzung ihr Halbfinale nicht bestreiten und war deswegen auch im Finale nicht dabei. Die vielleicht größte Konkurrentin, die Französin Marie-José Pérec, eigentlich mehr eine 400-Meter-Spezialistin – auf dieser Strecke war sie amtierende Weltmeisterin –, wagte in Atlanta den Doppelstart. Über 400 Meter hatte sie wenige Tage zuvor bereits Gold gewonnen. Eine weitere Medaillenkandidatin war die russische WM-Dritte Galina Maltschugina.
Ottey hatte den besten Start und führte das Feld in der Kurve an. Doch es ging insgesamt sehr eng zu. Eingangs der Zielgeraden waren die Abstände so gering, dass fast alle Läuferinnen noch für die Medaillen in Frage kamen. Auch auf den nächsten fünfzig Metern änderte sich nicht viel. Doch dann löste sich Ottey ein wenig von ihren Konkurrentinnen und es sah schon fast nach einem Sieg für sie aus. Ihr am nächsten lag noch die US-Amerikanerin Inger Miller. Auf den letzten fünfundzwanzig Metern kam dann Marie-José Pérec ganz stark auf und zog an allen vor ihr liegenden Läuferinnen vorbei zum Olympiasieg. Merlene Ottey blieb wie schon über 100 Meter Silber vor der überraschend starken Nigerianerin Mary Onyali. Auf Platz vier lief die am Ende nachlassende Inger Miller ins Ziel vor Galina Maltschugina und Chandra Sturrup von den Bahamas, der 100-Meter-Vierten.
Marie-José Pérec war die erste französische Olympiasiegerin über 200 Meter. Sie war nach Valerie Brisco-Hooks (1984) erst die zweite Frau, die Doppelsiegerin über 200 und 400 Meter werden konnte. Zehn Minuten nach ihr gelang dies auch dem US-Amerikaner Michael Johnson bei den Männern.
Mary Onyali war die erste nigerianische Medaillengewinnerin.
Merlene Ottey, die zu ihren fünften Olympischen Spielen antrat, gewann die vierte Medaille in dieser Disziplin, was sie zur erfolgreichsten Athletin im Hinblick auf die Anzahl der errungenen Medaillen machte. Sie hatte 1980, 1984 und 1992 jeweils Bronze gewonnen, nur das olympische Gold blieb ihr in ihrer Karriere versagt.

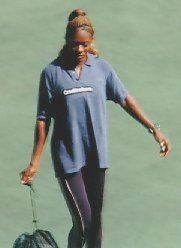
Wie hier bereits über 100 Meter gab es Silber für die amtierende Weltmeisterin und Olympiadritte von 1992 Merlene Ottey
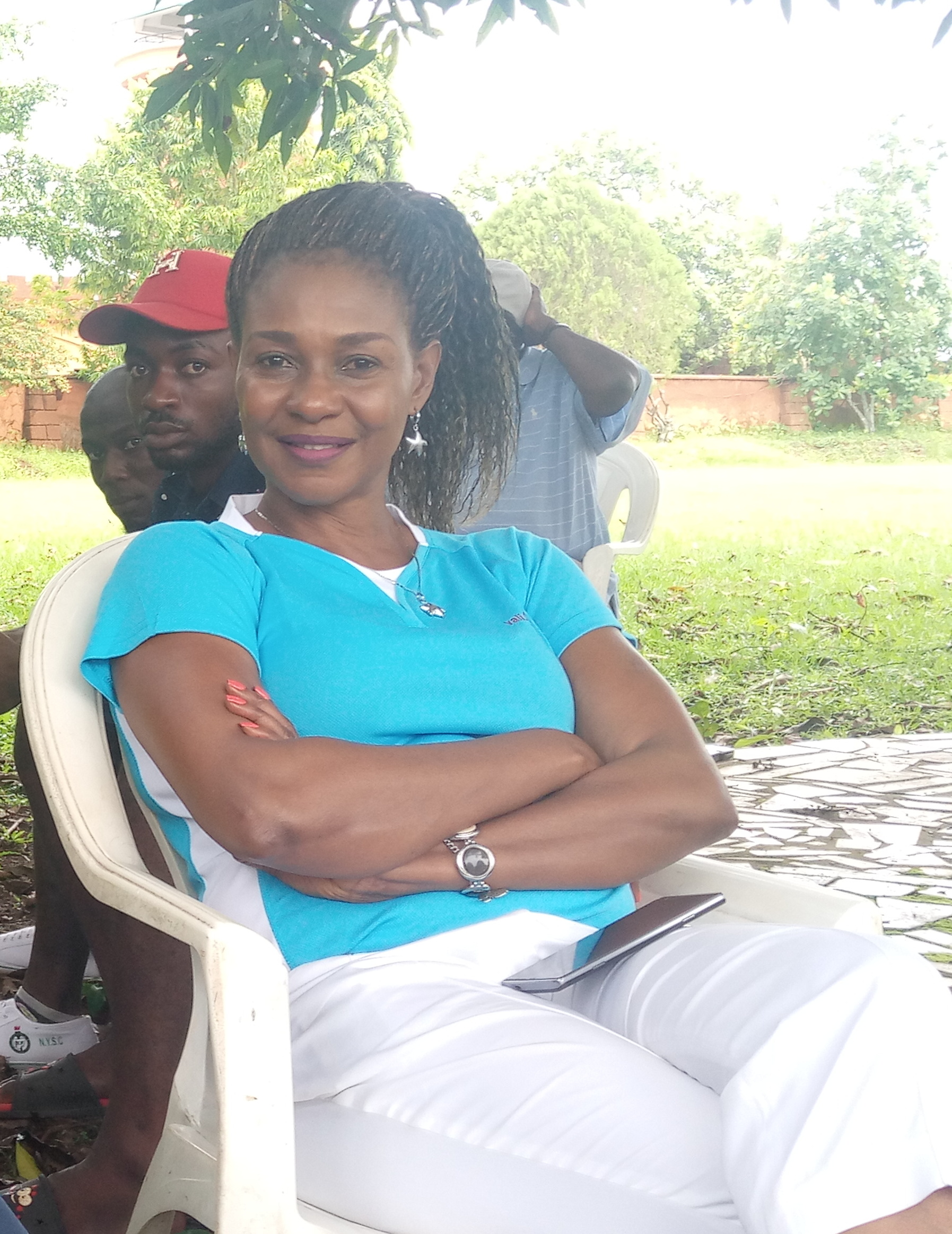
Bronze gewann Mary Onyali (hier im Jahr 2017)
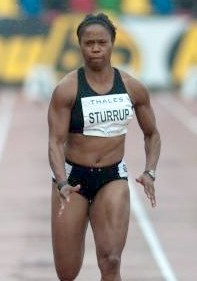
Die Olympiasechste Chandra Sturrup (hier im Jahr 2010)
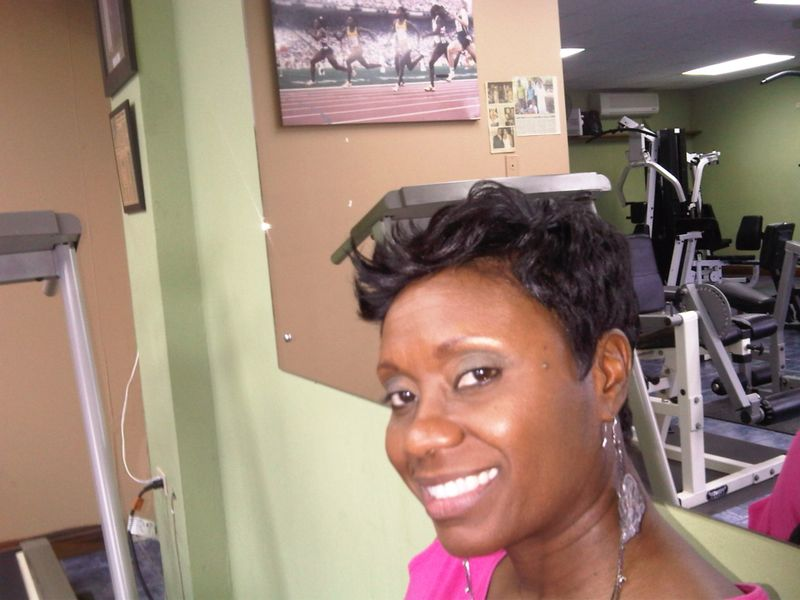
Die siebtplatzierte Juliet Cuthbert

## Videolinks
- Women's 200m Final Atlanta Olympics 01-08-1996, youtube.com, abgerufen am 12. Januar 2022
- Women's 200m Final Atlanta Olympics 1996, youtube.com, abgerufen am 6. März 2018